# Salavat Chtcherbakov
Pour les articles homonymes, voir Chtcherbakov.
Salavat Alexandrovitch Chtcherbakov (en russe Салават Александрович Щербаков  bachkir : Салауат Александрович Щербаков), né en 1955 à Moscou (Union soviétique), est un sculpteur russe. Salavat Chtcherbakov a créé plusieurs monuments,,. Depuis 2003, il est directeur adjoint du département de la sculpture de l'académie des beaux-arts Ilya Glazounov de Moscou.

## Œuvres
- Monument de la Victoire à Netanya
- Monument en l'honneur du tsar Alexandre Ier, érigé près du Kremlin[4]
- Plaque commémorative  de Lidia Rouslanova sur la façade de l'immeuble au 66, Leninski prospect à Moscou[5].

## Galerie

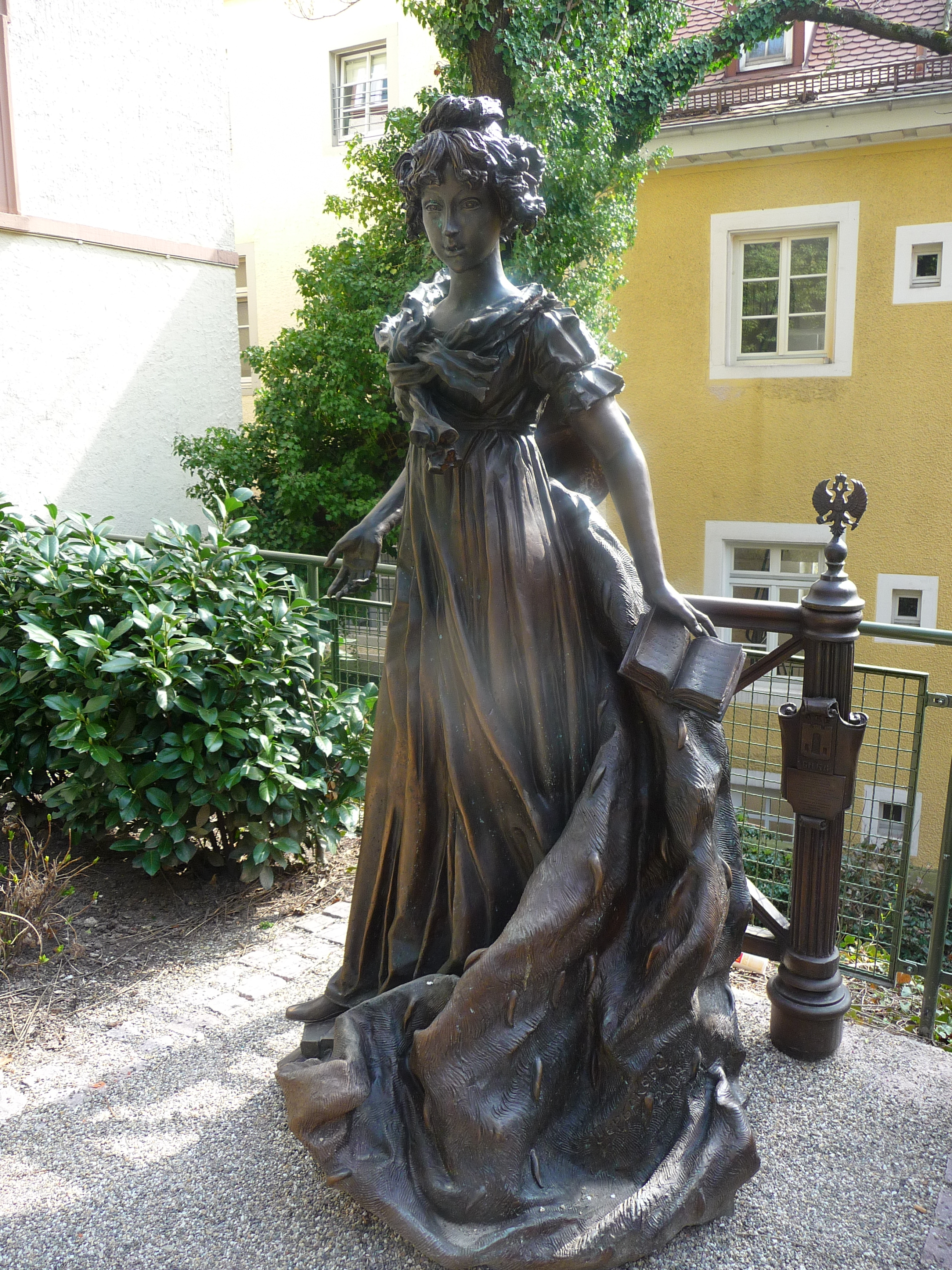
Monument de Élisabeth Alexeïevna de Russie à Baden-Baden
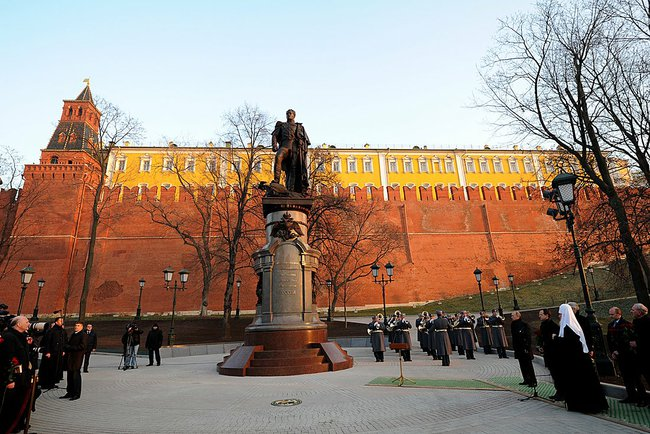
Monument du tsar Alexandre Ier à Moscou